# Otoniel Guevara Pérez
Otoniel Guevara Pérez  (1 de noviembre de 1957, Puerto Cabello, Venezuela) es un ex comisario de la Dirección de los Servicios de Inteligencia y Prevención. Condenado a 27 años de prisión por el asesinato de Danilo Anderson, es considerado, por defensores de derechos humanos, un preso político.

## Carrera
Es administrador de profesión, sin embargo, desarrolló su carrera en el campo de la seguridad y la inteligencia de Estado. Ingresó en la DISIP en 1977. Allí realizó cursos de especialización y ascensos tanto en la institución como en servicios, en Canadá, Estados Unidos y Japón. Llegó a ser el número tres dentro de la dirección de dicho ente, durante el gobierno de Carlos Andrés Pérez.
Estuvo a cargo de la DISIP en Maracay, estado Aragua, debido a los sucesos del 4 de febrero de 1992. Este fue el epicentro de las intentonas golpistas. Posterior a su salida de la DISIP, fue Primer Comandante de la Policía de Aragua; jefe de seguridad del Magnum City Club, ubicado en Caracas, y fue propietario de dos galerías de tiro con el mismo nombre. También fue encargado de la seguridad del excandidato presidencial, Francisco Arias Cárdenas, durante su campaña en el año 2000.

## Detención

### Antecedentes
Luego de los hechos de febrero de 1992, fue acusado por Hugo Chávez, líder del movimiento y expresidente de Venezuela, por haber violado los derechos humanos de los militares sublevados y sus familiares, durante su gestión como jefe de la DISIP de Maracay. En 2001, fue uno de los principales señalados por el encubrimiento del exasesor de inteligencia de Alberto Fujimori, Vladimiro Montesinos, en Venezuela.
De acuerdo a un informe de la Dirección General Sectorial de Inteligencia Militar, Guevara fue una de las personas que recibió a Montesinos en su llegada a Venezuela, en diciembre de 2000. Asimismo, indicaron que Guevara llegó a prestar sus oficinas para la estadía de Montesinos, y que este recibió dinero, producto de extorsiones hacia el exasesor de inteligencia.
Por tales motivos, el entonces fiscal general, Julían Isaías Rodríguez, informó en diciembre de ese año que presentaría una acusación en contra de Guevara y los demás presuntos implicados, por los delitos de encubrimiento, extorsión y agavillamiento. Aunado a ello, se prohibió que él y su hermano, Rolando Guevara, salieran de Venezuela. Este último fue acusado de utilizar una cédula falsa para comprar un teléfono celular a Vladimiro Montesinos. Posteriormente, no se pudo comprobar la participación de los hermanos Guevara en tales eventos y fueron sobreseídos de las imputaciones en su contra.
Asimismo, los Guevara fueron investigados por las muertes ocurridas el 11 de abril de 2002 en Puente Llaguno, la rebelión de los oficiales de la Plaza Francia, en Altamira; y los atentados de Caracas de 2003. Tampoco se pudo demostrar su participación en estos hechos.

### Arresto y controversias
Guevara fue detenido el 23 de noviembre de 2004, siendo acusado, junto a su hermano Rolando, y su primo, Juan Guevara, de haber sido uno de los autores materiales del homicidio del fiscal del Ministerio Público, Danilo Anderson. Fueron secuestrados, torturados y desaparecidos durante tres días. Estos aparecieron al tercer día de su cautiverio, al sur del estado Carabobo, cuando una comisión de la Guardia Nacional Bolivariana, presuntamente, efectuó su rescate.
El 20 de diciembre de 2005, él y su hermano fueron condenados a cumplir una sentencia de 27 años y 9 meses en prisión, por los delitos de homicidio calificado y agavillamiento. Su primo fue sentenciado a 29 años de prisión por los mismos delitos y por porte ilícito de armas.
Un año después del juicio, Giovanni Vásquez de Armas, presunto testigo de los hechos, dijo en una entrevista que todo el juicio en contra de los Guevara había sido un montaje del entonces fiscal general, Isaías Rodríguez. También afirmó que había recibido tres millones de dólares para aprenderse un libreto que contribuiría con la sentencia de los Guevara.
En 2010, otro de los presuntos testigos del caso, Alexis Peñuela Márquez, afirmó en una entrevista con la periodista María Angélica Correa, que su testimonio en el juicio de los hermanos Guevara fue falso. El exfiscal del caso, Hernando Contreras, desde Estados Unidos y en calidad de exiliado, reconoció también que todo había sido un montaje del gobierno venezolano para culpar a alguien por la muerte de Danilo Anderson. Sin embargo, el exfiscal general, Julián Isaías Rodríguez, negó la veracidad de las declaraciones de Contreras.
Actualmente se encuentra recluido, junto a su hermano y su primo, en el Servicio Bolivariano de Inteligencia Nacional, con sede en El Helicoide, donde ha purgado gran parte de su condena.
Si bien defensores de derechos humanos y miembros de la oposición venezolana los consideran presos políticos, funcionarios del gobierno venezolano se han referido a ellos como criminales. Figuras como Nicolás Maduro, o Diosdado Cabello, han criticado y rechazado que miembros de la oposición venezolana hayan defendido a los hermanos Guevara, y que los hayan incluido en los proyectos de Ley de Amnistía propuesta por estos.
Debido a las irregularidades dentro del proceso judicial, su caso fue revisado por la Comisión Interamericana de Derechos Humanos. El 15 de agosto de 2023, dicho ente presentó el caso de los Guevara respecto de Venezuela ante la Corte Interamericana de Derechos Humanos, por la detención ilegal y arbitraria, así como actos de tortura y faltas de garantías judiciales en contra de los hermanos Guevara.
El Grupo de Trabajo sobre la Detención Arbitraria de la Oficina del Alto Comisionado de las Naciones Unidas para los Derechos Humanos, en su nonagésima segunda sesión, opinó que la detención de Rolando, Otoniel y Juan Guevara es arbitraria, y pidió al gobierno de la República Bolivariana de Venezuela remediar la situación de los Hermanos Guevara.
El 14 de agosto de 2020, se dio a conocer que un grupo de prisioneros recluidos en El Helicoide, entre los que estaban Otoniel y su primo Juan, habrían presentado síntomas de COVID-19.